# Dárfúri labdarúgó-válogatott
A dárfúri labdarúgó-válogatott Dárfúr válogatottja, melyet a Dárfúri Labdarúgó Szövetség irányít. A válogatott jelenleg tagja a ConIFA-nak

### ConIFA labdarúgó-világbajnokság
| Év        | Helyezés                              | M                                     | Gy                                    | D                                     | V                                     | RG                                    | KG                                    |
| --------- | ------------------------------------- | ------------------------------------- | ------------------------------------- | ------------------------------------- | ------------------------------------- | ------------------------------------- | ------------------------------------- |
| 2014      | csoportkör                            | 4                                     | 0                                     | 0                                     | 4                                     | 0                                     | 61                                    |
| 2016      | Nem indult                            | Nem indult                            | Nem indult                            | Nem indult                            | Nem indult                            | Nem indult                            | Nem indult                            |
| 2018      | Nem indult                            | Nem indult                            | Nem indult                            | Nem indult                            | Nem indult                            | Nem indult                            | Nem indult                            |
| 2020      | Törölték a koronavírus-járvány miatt. | Törölték a koronavírus-járvány miatt. | Törölték a koronavírus-járvány miatt. | Törölték a koronavírus-járvány miatt. | Törölték a koronavírus-járvány miatt. | Törölték a koronavírus-járvány miatt. | Törölték a koronavírus-járvány miatt. |
| 2022      |                                       |                                       |                                       |                                       |                                       |                                       |                                       |
| Összesen: | csoportkör                            | 4                                     | 0                                     | 0                                     | 4                                     | 0                                     | 61                                    |